# Slovak Open 2023
Lo Slovak Open 2023, noto anche come Peugeot Slovak Open, è stato un torneo maschile e femminile di tennis professionistico. Il torneo maschile facente parte della categoria Challenger 125 nell'ambito dell'ATP Challenger Tour 2023 si è giocato dal 9 al 15 ottobre 2023. Il torneo femminile facente parte dell'ITF Women's World Tennis Tour nella categoria W60 si è disputato dal 30 ottobre al 5 novembre 2023. Entrambi si sono tenuti all' AXA Aréna NTC di Bratislava, in Slovacchia.

## Torneo maschile

### Teste di serie
| Nazionalità | Giocatore        | Ranking* | Testa di serie |
| ----------- | ---------------- | -------- | -------------- |
| Austria     | Dominic Thiem    | 72       | 1              |
| Svizzera    | Dominic Stricker | 88       | 2              |
| Francia     | Benjamin Bonzi   | 89       | 3              |
| Rep. Ceca   | Tomáš Macháč     | 96       | 4              |
| Regno Unito | Liam Broady      | 104      | 5              |
| Ungheria    | Zsombor Piros    | 109      | 6              |
| Stati Uniti | Maxime Cressy    | 112      | 7              |
| Slovacchia  | Alex Molčan      | 113      | 8              |

* Ranking al 25 settembre 2023.

### Altri partecipanti
I seguenti giocatori hanno ricevuto una wild card per il tabellone principale:
- Norbert Gombos
- Lukáš Pokorný
- Andrew Paulson

Il seguente giocatore è entrato in tabellone con il ranking protetto:
- Jiří Veselý

I seguenti giocatori sono entrati in tabellone come special exempt:
- Arthur Fery
- Benjamin Hassan

I seguenti giocatori sono passati dalle qualificazioni:
- Dennis Novak
- Kalin Ivanovski
- Peter Gojowczyk
- Gabi Adrian Boitan
- Illja Marčenko
- Martin Damm Jr.

I seguenti giocatori sono entrati in tabellone come lucky loser:
- Cem İlkel
- Matteo Martineau
- Akira Santillan

## Torneo femminile

### Teste di serie
| Nazionalità | Giocatrice       | Ranking* | Testa di serie |
| ----------- | ---------------- | -------- | -------------- |
| Australia   | Olivia Gadecki   | 128      | 1              |
| Slovacchia  | Rebecca Šramková | 129      | 2              |
| Ungheria    | Dalma Gálfi      | 154      | 3              |
| Germania    | Jule Niemeier    | 175      | 4              |
| Francia     | Chloé Paquet     | 186      | 5              |
|             | Sof'ja Lansere   | 221      | 6              |
| Germania    | Ella Seidel      | 232      | 7              |
| Croazia     | Lea Bošković     | 243      | 8              |

* Ranking al .

### Altre partecipanti
Le seguenti giocatrici hanno ricevuto una wildcard per il tabellone principale:
- Renáta Jamrichová
- Katarína Kužmová
- Eszter Méri
- Nina Vargová

Le seguenti giocatrici sono passate dalle qualificazioni:
- Alevtina Ibragimova
- Valeriia Olianovskaia
- Mia Pohánková
- Lara Schmidt
- Katarína Strešnáková
- Stephanie Wagner
- Angelina Wirges
- Radka Zelníčková

Le seguenti giocatrici sono entrate nel tabellone principale come lucky loser:
- Aneta Laboutková
- Emma Tóthová

## Campioni

### Singolare maschile
Gabriel Diallo ha sconfitto in finale  Joris De Loore con il punteggio di 6–0, 7–5.

### Doppio maschile
Sriram Balaji /  Andre Begemann hanno sconfitto in finale  Andrej Golubev /  Denys Molčanov con il punteggio di 6–3, 5–7, [10–8].

### Singolare femminile
Ella Seidel ha sconfitto in finale  Sofya Lansere con il punteggio di 6–4, 7–6(4).

### Doppio femminile
Estelle Cascino /  Jesika Maleckova hanno sconfitto in finale  Denisa Hindova /  Karolina Kubanova con il punteggio di 6–3, 6–2.